# Voto de extrañeza (Perú)
El voto de extrañeza o moción de extrañeza es un instrumento que es utilizado por el Congreso de la República del Perú para expresar su inconformidad sobre acciones realizadas por miembros del Poder Ejecutivo como los Ministros de Estado u otras instituciones.

## Historia
De acuerdo con Manuel Vicente Villarán, el primer voto de extrañeza contra un Ministro de Estado sucede durante el Gobierno de Nicolás de Piérola. En ese entonces, el Congreso había aprobado leyes en sesiones extraordinarias; sin embargo, el Ejecutivo se había resistido a ejecutarlas sosteniendo que la promulgación de leyes no se encontraba dentro de las actividades que se podían realizar en las legislaturas extraordinarias.
El 21 de octubre de 1897, las Cámaras del Congreso se reunieron y aprobaron una moción para el Presidente del Consejo de Ministros, Manuel Pablo Olaechea, la cual decía que el Congreso extraña la conducta del Ejecutivo al no haber dado cumplimiento a las leyes promulgadas por el presidente del congreso en sesiones extraordinarias. 
El historiador Jorge Basadre relata el episodio de la siguiente manera:

En sesión de Congreso del 21 de octubre de 1897 se manifestó preocupación ante el hecho de que el Poder Ejecutivo no hubiese mandado cumplir las leyes promulgadas en la última legislatura extraordinaria por considerar que no existía facultad para dar curso, dentro de las sesiones de ese tipo, a las discutidas por el Congreso ordinario. El Poder Legislativo acordó ese día pasar un oficio al Presidente del Consejo de Ministros con el fin de manifestarle que había extrañado ese proceder
Jorge Basadre, Historia de la República del Perú, 1822-1933. Vol. 10 p. 156

El día 23 de octubre los Ministros del Gabinete Olaechea realizaron su descargo en una nota dirigida al congreso y calificaron como "enteramente desconocido" el voto de extrañeza. El 29 de octubre, Olaechea renunció al cargo después de que se discutiera una probable censura en el Congreso.

## Votos de extrañeza
| Fecha                  | Gobierno                                    | Persona                                                    | Causa | Consecuencia                                                                               |
| ---------------------- | ------------------------------------------- | ---------------------------------------------------------- | --- | ------------------------------------------------------------------------------------------ |
| 21 de octubre de 1897  | Gobierno de Nicolás de Piérola              | Manuel Pablo Olaechea, Presidente del Consejo de Ministros | "El Congreso extraña la conducta del Ejecutivo al no haber dado cumplimiento a las leyes promulgadas por el presidente del congreso en sesiones extraordinarias". | Renuncia del ministro Olaechea a los pocos días, después de discutirse su probable censura |
| noviembre de 1906      | Gobierno de José Pardo y Barreda            | Manuel Tovar y Chamorro, Arzobispo de Lima                 | Al fallecer el presidente de la Cámara de Diputados, Cesáreo Chacaltana Reyes, el Arzobispo de Lima Manuel Tovar y Chamorro no pronunció la oración fúnebre en los funerales, lo cual era parte del protocolo, debido a que Chacaltana fue abiertamente anticlerical. Ante ello, la Cámara de Diputados, mediante una moción, expresó su extrañeza y censura a la conducta de su excelencia reverendísima.                                                                | Ninguna                                                                                    |
| 25 de octubre de 1909  | Gobierno de Augusto B. Leguía               | Agustín La Torre González, Ministro de Hacienda            | El voto fue aprobado en sesión secreta. El historiador Jorge Basadre recoge que según una de las versiones, cuando el Gobierno necesitó recursos extraordinarios para urgentes necesidades internacionales, en opinión de la mayoría parlamentaria, La Torre González no los proporcionó con la rapidez deseable. De acuerdo con otra versión, el ministro irritó a dicha mayoría porque no tomó en cuenta sus puntos de vista al hacer las gestiones para un empréstito. | El ministro La Torre renunció                                                              |
| diciembre de 1922      | Gobierno de Augusto B. Leguía               | Óscar César Barrós Mesinas, Ministro de Guerra             | El Ministro Barrós había ordenado una investigación militar sobre un asunto administrativo que involucraba al Senado y a un funcionario ministerial. El ministro pidió al senado en diciembre de 1922 que permitiera que un juez militar realizase una inspección para buscar un expediente. Los miembros de la cámara consideraron que no podía someterse a lo que estimaron como un agravio a sus fueros y devolvieron la nota junto con un voto de extrañeza.          | El ministro Barrós renunció                                                                |
| 8 de setiembre de 1932 | Gobierno de Luis Miguel Sánchez Cerro       | Ricardo Caso Uría, Ministro de Fomento                     | El Congreso Constituyente había acordado que el Ministerio de Fomento proceda con la reapertura de la Escuela de Ingenieros. Sin embargo, el ministro no había dado cumplimiento con la disposición. El Congreso Constituyente admitió a debate la moción (por 43 votos a favor contra 24) para "expresar su extrañeza al Ministro de Fomento por no haber dado cumplimiento al acuerdo del Congreso sobre la reapertura de la Escuela de Ingenieros".                    | El ministro Caso renunció (tras la admisión a debate)                                      |
| 6 de setiembre de 1983 | Segundo Gobierno de Fernando Belaúnde Terry | Miguel Cavero-Egúsquiza, Fiscal de la Nación               | El fiscal de la nación propuso la apertura de un diálogo entre los cabecillas de Sendero Luminoso y las autoridades peruanas. La Cámara de Diputados aprobó un voto de extrañeza contra el fiscal. | Ninguna                                                                                    |
| 25 de mayo de 2017     | Gobierno de Pedro Pablo Kuczynski           | Gobierno de los Estados Unidos y Gobierno de Surinam       | El congreso expresa su extrañeza y malestar al gobierno de los Estados Unidos por mostrar una "sorprendente contradicción" entre su política contra la corrupción transnacional plasmada en su Departamento de Justicia y su permisividad para que el expresidente Alejandro Toledo Manrique goce de libertad de movimiento pese a que tiene orden de captura internacional.                                                                                              | Ninguna                                                                                    |
| 4 de marzo de 2021     | Gobierno de Francisco Sagasti               | Zoraida Ávalos, Fiscal de la Nación                        | Tras escándalos en el Ministerio Público por reuniones entre fiscales y el expresidente Martín Vizcarra, el Congreso acordó expresar su "extrañeza y malestar por la gestión que viene realizando la Fiscal de la Nación Dra. Zoraida Ávalos [...]" por 81 votos a favor. |                                                                                            |